# Cynanchum staubii
Cynanchum staubii é uma planta rara da família Apocynaceae. É endémica na costa leste de Maurícia.